# Day-Glo (Based on a True Story)
Albums de Erasure
The Neon Live
(2022)
Day-Glo (Based on a True Story) est le titre d'un album studio du groupe britannique Erasure sorti le 12 août 2022 aux formats CD et vinyle vert fluorescent. L'album est également en écoute libre et intégrale sur YouTube.
Il s'agit d'un album de 10 nouveaux titres procédant d'une déconstruction ambient et expérimentale de l'album The Neon (2020) réalisée durant le premier confinement de l'année 2020 et révélant "un nouvel album dans l'album". Day-Glo (Based on a True Story) est ainsi un spin-off qui s'inscrit en prolongement de l'album The Neon. 
Andy Bell a cependant enregistré de nouvelles prises de voix pour cet album, secondé par le producteur Gareth Jones.
Du fait de sa démarche très expérimentale, cet album s'écarte beaucoup de la pop habituelle d'Erasure. 

## Classement parmi les ventes d'albums
| Pays        | Meilleure position |
| ----------- | ------------------ |
| Allemagne   | 13                 |
| Royaume-Uni | 29                 |
| Suisse      | 100                |

## Liste des plages
1. Based on a True Story
2. Bop Beat
3. Pin-Prick
4. The Conman
5. Now
6. Inside Out
7. Harbour of My Heart
8. 3 Strikes and You're Out
9. The Shape of Things
10. The End